# Hamilton-Est—Stoney Creek
Pour les articles homonymes, voir Hamilton.
Pour la circonscription provinciale, voir Hamilton-Est—Stoney Creek (circonscription provinciale).
Circonscription électorale fédérale du Canada
Hamilton-Est—Stoney Creek ((en) Hamilton East—Stoney Creek) est une circonscription électorale fédérale en Ontario.

## Géographie
La circonscription est située dans le sud de l'Ontario et représente la ville d'Hamilton.
Les circonscriptions limitrophes sont Burlington, Hamilton-Centre, Hamilton Mountain, Flamborough—Glanbrook—Brant-Nord et Niagara-Ouest.
En 2015, les circonscriptions limitrophes étaient Niagara-Ouest, Hamilton-Centre, Hamilton Mountain et Flamborough—Glanbrook.

## Historique
La circonscription est créée en 2003 à partir de Hamilton-Est et de Stoney Creek.
Lors du redécoupage électoral de 2022-2023, la circonscription perd à l'ouest, au profit de la circonscription de Hamilton-Centre, la partie située à l'ouest de la promenade Red Hill Valley (en) de la limite sud jusqu'à la rue King, après à l'ouest de l'avenue Parkdale Sud de la rue King jusqu'à la rue Burlington Est puis à l'ouest de l'avenue Strathearne et du chemin Pier 24 Gateway. Mais, elle gagne, au détriment de la circonscription de Flamborough—Glanbrook, renommée Flamborough—Glanbrook—Brant-Nord, la partie au nord du corridor hydroélectrique entre à l'ouest le chemin Anchor et le chemin Glover, et à l'est, la promenade Upper Centennial (en) et la route régionale 56.

## Députés
| Législature                                                        | Années        | Député        | Parti | Parti        |
| ------------------------------------------------------------------ | ------------- | ------------- | ----- | ------------ |
| Hamilton-Est—Stoney Creek issue de Hamilton-Est et de Stoney Creek |               |               |       |              |
| 38e                                                                | 2004–2006     | Tony Valeri   |       | Libéral      |
| 39e                                                                | 2006–2008     | Wayne Marston |       | NPD          |
| 40e                                                                | 2008–2011     | Wayne Marston |       | NPD          |
| 41e                                                                | 2011–2015     | Wayne Marston |       | NPD          |
| 42e                                                                | 2015–2019     | Bob Bratina   |       | Libéral      |
| 43e                                                                | 2019–2021     | Bob Bratina   |       | Libéral      |
| 44e                                                                | 2021–2025     | Chad Collins  |       | Libéral      |
| 45e                                                                | 2025–en cours | Ned Kuruc     |       | Conservateur |

## Résultats électoraux
|       | Candidat          | Parti              | # de voix | % des voix |
|       | Diane Bubanko     | Conservateur       | +12 715,  | 25,26 %    |
|       | Bob Bratina       | Libéral            | +19 622,  | 38,99 %    |
|       | (X) Wayne Marston | NPD                | +16 465,  | 32,71 %    |
|       | Erin Davis        | Vert               | +01 305,  | 2,59 %     |
|       | Bob Mann          | Communiste         | +00170,   | 0,34 %     |
|       | Wendell Fields    | Marxiste-léniniste | +00055,   | 0,11 %     |
| Total | Total             | Total              | 50 332    | 100 %      |

|       | Candidat           | Parti              | # de voix | % des voix |
|       | Brad Clark         | Conservateur       | +17 567,  | 36,3 %     |
|       | Michelle Stockwell | Libéral            | +06 411,  | 13,25 %    |
|       | (x) Wayne Marston  | NPD                | +21 931,  | 45,31 %    |
|       | David Hart Dyke    | Vert               | +01 450,  | 3 %        |
|       | Wendell Fields     | Marxiste-léniniste | +00095,   | 0,2 %      |
|       | Bob Green Innes    | Action canadienne  | +00092,   | 0,19 %     |
|       | Greg Pattinson     | Libertarien        | +00385,   | 0,8 %      |
|       | Gord Hill          | Progressiste       | +00468,   | 0,97 %     |
| Total | Total              | Total              | 48 399    | 100 %      |

|       | Candidat                    | Parti        | # de voix | % des voix |
|       | Frank Rukavina              | Conservateur | +11 456,  | 23,8 %     |
|       | Larry Dilanni               | Libéral      | +13 445,  | 27,93 %    |
|       | (x) Wayne Marston           | NPD          | +19 924,  | 41,39 %    |
|       | Sir David William Hart Dyke | Vert         | +02 142,  | 4,45 %     |
|       | Gord Hill                   | Progressiste | +00853,   | 1,77 %     |
|       | Sam Cino                    | Indépendant  | +00323,   | 0,67 %     |
| Total | Total                       | Total        | 48 143    | 100 %      |

1. ↑  Élections Canada, « Résultats Élection fédérale canadienne de 2025 », sur enr.elections.ca (consulté le 25 mai 2025).
2. ↑  Élections Canada, « Résultats Élection fédérale canadienne de 2021 », sur enr.elections.ca (consulté le 19 février 2022).
3. ↑  Élections Canada, « Résultats Élection fédérale canadienne de 2019 », sur enr.elections.ca (consulté le 2 novembre 2019).
4. ↑  Élections Canada.